# Anna-Maria Sieklucka
Anna-Maria Sieklucka ([ʂiɛklut͡ska] Sie-kloo-tska Lublin, 31 de mayo de 1992) es una actriz y cantante polaca, más conocida por interpretar a Laura Biel en 2020 en la película erótico-dramática 365 Días. Sieklucka hizo su primera aparición en la serie televisiva polaca titulada Na dobre i na złe en 2019.

## Biografía
Anna-Maria es hija de Jerzy Antoni Sieklucki, abogado. Estudió en el Wrocław-facultad de la AST Academia Nacional de Artes de Teatro y se graduó en 2018. Habla  de manera fluida el polaco, inglés, francés, español y alemán.

## Carrera

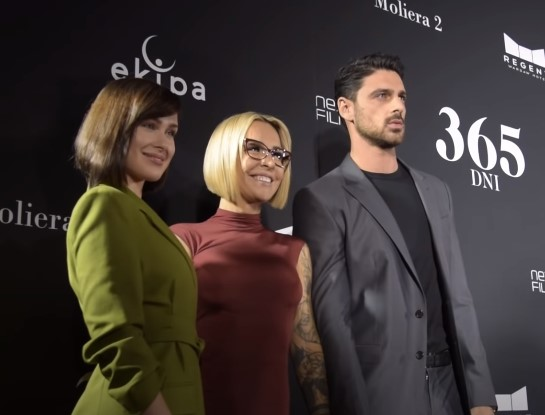
Michele Morrone, Blanka Lipińska y Anna Maria Sieklucka en una entrevista para Telemagazyn en 2019.

En octubre de 2019,  protagonizó a Ania Grabek, una estrella invitada en la serie televisiva polaca Na dobre i na złe, centrada alrededor de la vida de paramédicos y personal de hospital. Su debut fue protagonizando a Laura Biel al lado Michele Morrone en la ampliamente reconocida película erótica 365 Días, estrenada en Netflix en junio de 2020. Sieklucka describe la filmación como un reto y se mostró indecisa de aceptar al principio después de leer el guion.

## Filmografía

### Cine
| Año  | Película | Rol   |
| ---- | -------- | ----- |
| 2020 | 365 Dni  | Laura |

### Televisión
| Año  | Serie             | Rol           | Episodio                    |
| ---- | ----------------- | ------------- | --------------------------- |
| 2020 | Kuba Wojewódzki   | Ella misma    | 28.1                        |
| 2019 | Na dobre i na zle | Aniela Grabek | «Jutro bedziemy szczesliwi» |